# آرت دبی
آرت دبی (انگلیسی: Art Dubai، عربی: آرت دبی‎، آوانگاری: Ārt Dubayy) یک نمایشگاه هنری بین‌المللی است که هر ساله در ماه مارس در دبی برگزار می‌شود. آرت دبی که در سال ۲۰۰۷ تأسیس شد، بستری بزرگ برای هنر خاورمیانه، شمال آفریقا و جنوب آسیا است. این نمایشگاه هر ساله مجموعه‌ای متنوع از بیش از ۹۰ گالری از بیش از ۴۰ کشور مختلف را در سطح جهانی به نمایش می‌گذارد.
آرت دبی در سال ۲۰۱۹ بیش از ۳۰۰۰۰ بازدیدکننده، از جمله مجموعه‌داران، کیوریتورها، حامیان مالی و نزدیک به ۱۰۰ موزه و موسسه بازدیدکننده مستقر در امارات متحده عربی، منطقه‌ای و بین‌المللی، را به خود جذب کرد. در کنار سالن‌های گالری، برنامه‌های گسترده آرت دبی شامل پروژه‌های هنرمندان و کیوریتورهای سفارش داده شده، اقامت‌ها، ابتکارات آموزشی و انجمن جهانی هنر می‌شود.

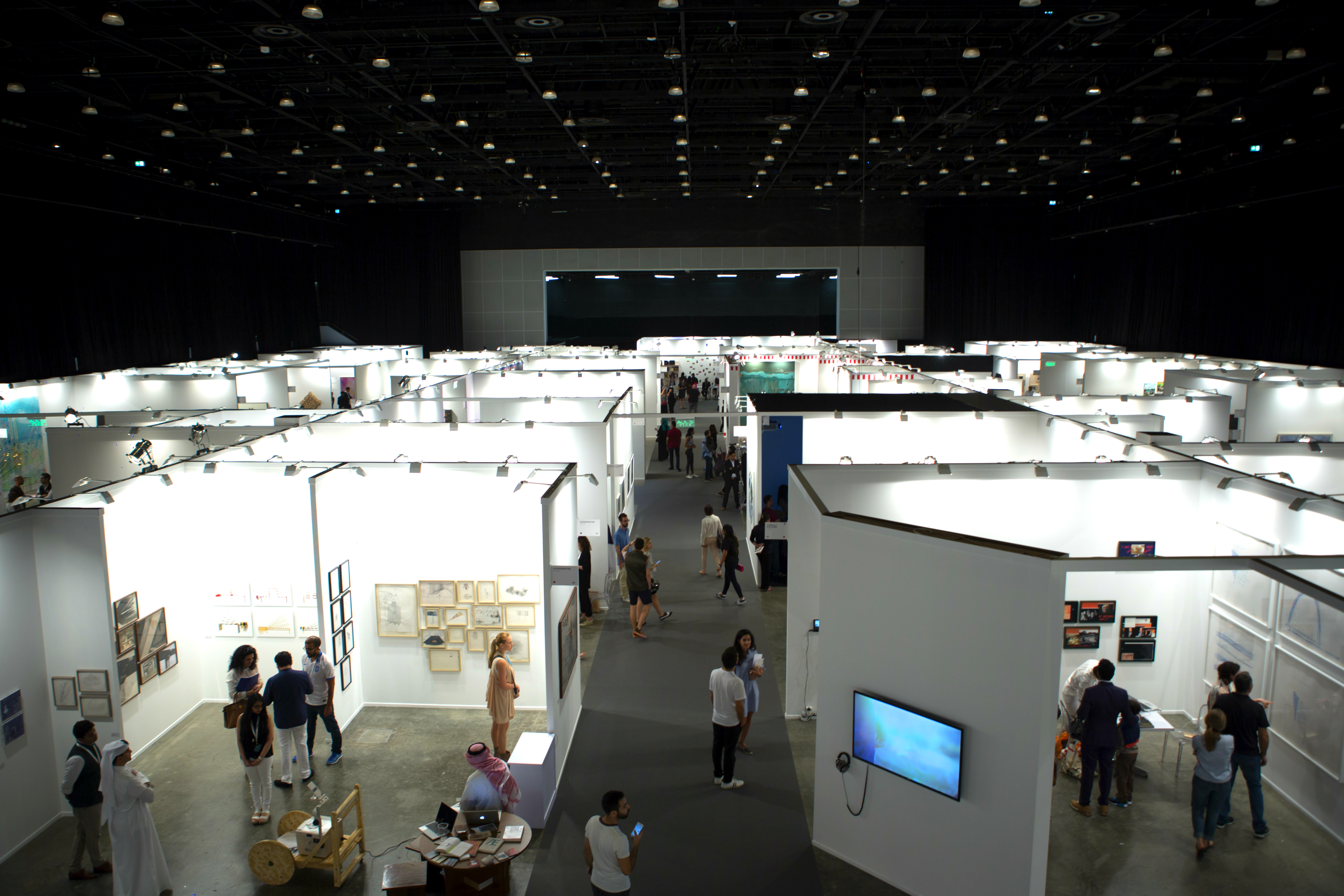
گالری هال ۱ نمایشگاه هنر دبی ۲۰۱۶

نمایشگاه هنر دبی تحت حمایت شیخ محمد بن راشد آل مکتوم، معاون رئیس جمهور و نخست وزیر امارات متحده عربی و حاکم دبی برگزار می‌شود.
دوره ۲۰۲۰ نمایشگاه هنر دبی به دلیل همه‌گیری کووید-۱۹ به صورت دیجیتالی برگزار شد.

## نمایشگاه هنر دبی معاصر
نمایشگاه هنر دبی معاصر، گالری‌های تجاری فعال در بازار اصلی را که حداقل دو سال از تأسیس آنها می‌گذرد، به نمایش می‌گذارد. هر ساله حدود ۶۰ گالری برای نمایشگاه هنر دبی معاصر انتخاب می‌شوند، از گالری‌های شناخته شده گرفته تا فضاهای هنری جوان‌تر از پایتخت‌های هنری کم‌نمایندگی شده. به همین ترتیب، هنرمندان به نمایش گذاشته شده از متخصصان نوظهور گرفته تا بزرگان صنعت را شامل می‌شوند. آثار ارائه شده در این نمایشگاه شامل نقاشی، طراحی، مجسمه‌سازی، چیدمان، ویدئو، عکاسی و اجرا است.
کمیته انتخاب آرت دبی کانتمپورری شامل پریانکا راجا (اکسپریمنتر، کلکته)، ایزابل ون دن آینده (گالری ایزابل ون دن آینده، دبی)، آندره سفایر-سملر (گالری سفایر-سملر، هامبورگ/بیروت) و اورسولا کرینزینگر (گالری کرینزینگر، وین) است.

## آرت دبی مدرن
آرت دبی مدرن، که در سال ۲۰۱۴ تأسیس شد، به هنر مدرن از خاورمیانه، آفریقا و آسیای جنوبی اختصاص دارد. هر غرفه‌دار، یک نمایشگاه انفرادی، دو نفره یا چند نفره، با نمایش آثار استادان هنر مدرن قرن بیستم، با تمرکز بر آثار تولید شده بین دهه‌های ۱۹۴۰ تا ۱۹۸۰، ارائه می‌دهد.
کمیته مشورتی آرت دبی مدرن متشکل از دکتر ندا شبوط، استاد تاریخ هنر و هماهنگ‌کننده طرح مطالعات فرهنگی معاصر عرب و مسلمان (CAMCSI) در دانشگاه شمال تگزاس؛ دکتر افتخار دادی، دانشیار دانشکده تاریخ هنر دانشگاه کرنل و رئیس دانشکده هنر آن؛ کاترین دیوید، معاون مدیر موزه ملی هنر مدرن، پاریس؛ و ولی محلوجی، کیوریتور، مدیر مجموعه کاوه گلستان، مشاور مستقل موزه بریتانیا و بنیانگذار اندیشکده کیوریتوری باستان‌شناسی دهه پایانی است.

## آرت دبی دیجیتال
اولین دوره آرت دبی دیجیتال، به سرپرستی کریس فاسنر، در سال ۲۰۲۲ و در پاسخ به شناخت روزافزون ارزش آثار هنری خلق شده با فناوری دیجیتال برگزار شد. دوره دوم در سال ۲۰۲۳ توسط کلارا چه وی په و دوره ۲۰۲۴ توسط آروندا اسکالرا و آلفردو کرامروتی برگزار شد. از هنرمندان برجسته‌ای که آثارشان در آرت دبی دیجیتال به نمایش گذاشته شده است می‌توان به رافائل لوزانو-همر، مانفرد موهر، سوگن چانگ، رفیک آنادول و جاناتان موناهان اشاره کرد.

## باوابا
آرت دبی ۲۰۱۹ شاهد راه‌اندازی باوابا، یک بخش گالری منحصر به فرد، واقع در سالن‌های اصلی گالری بود. این بخش شامل پروژه‌هایی از هنرمندان یا گالری‌های انفرادی بود که در خاورمیانه، آفریقا، آسیای مرکزی و جنوبی و آمریکای لاتین واقع شده یا بر روی آنها متمرکز بودند.
اولین دوره نمایشگاه باوابا توسط الیز آتانگانا، کیوریتور فرانسوی-کامرونی، برگزار شد و بر آثار بسیار مفهومی از جمله ویدیوها، چیدمان‌ها و نقاشی‌های دیواری تمرکز داشت. هدف این بخش، ارائه خوانشی گزینشی از جنوب جهان به بازدیدکنندگان است و همانطور که از نامش پیداست، به عنوان دروازه‌ای به سوی تحولات هنری جاری از این مناطق عمل می‌کند.

## انجمن جهانی هنر
انجمن جهانی هنر بزرگترین کنفرانس هنری سالانه در خاورمیانه و آسیا است و هر ساله در آرت دبی برگزار می‌شود. این کنفرانس شامل گفتگوهای زنده، میزگردها و اجراهایی از رهبران فکری، هنرمندان، کیوریتورها و نویسندگان منطقه‌ای و بین‌المللی مانند هانس-اولریخ ابریست، مایکل استایپ و کریستو و ژان کلود است. در سال ۲۰۱۸، انجمن جهانی هنر به طور مشترک توسط نوح رافورد و مارلیز ویرث با کمیسر شومون باسار کارگردانی شد و با عنوان «من ربات نیستم» برگزار شد و بر موضوع قدرت، پارانویا و پتانسیل‌های اتوماسیون تمرکز داشت. دوره ۲۰۱۹ انجمن جهانی هنر، با موضوع «مدرسه یک کارخانه است؟»، توسط کمیسر شومون بصار، به همراه ویکتوریا کامبلین و فوز کبرا به عنوان مدیران مشترک، سازماندهی شد.

## آموزش
برنامه‌ریزی آموزشی غیرانتفاعی آرت دبی، برنامه‌هایی را برای کودکان تا مقاطع تحصیلات تکمیلی ارائه می‌دهد. ابتکارات آموزشی آرت دبی شامل پردیس آرت دبی، یک مدرسه هنری محلی برای هنرمندان، کیوریتورها، نویسندگان، طراحان و علاقه‌مندان مستقر در امارات متحده عربی، و بورسیه انجمن، بورسیه‌ای که کیوریتورها و نویسندگان جوان خاورمیانه را گرد هم می‌آورد، می‌شود. این نمایشگاه همچنین دارای یک برنامه کارآموزی و داوطلبانه است.

## تأثیر اقتصادی
در مارس ۲۰۱۶، شرکت مادر نمایشگاه‌ها، Art Dubai Fair FZ LLC (گروه هنر دبی)، نتایج یک نظرسنجی مستقل برای هفته هنر ۲۰۱۵ (۱۸ تا ۲۵ مارس ۲۰۱۵) را منتشر کرد. نتایج نشان می‌دهد که کل تأثیر اقتصادی رویدادهای آرت دبی و Design Days Dubai بر اقتصاد محلی و بخش خدمات در طول هفت روز، بالغ بر ۳۵ میلیون دلار آمریکا بوده است.